# Liga Nacional de Futsal
A Liga Nacional de Futsal, referida como Liga Nacional ou simplesmente LNF, é uma liga profissional brasileira de futebol de salão. Criada originalmente como Liga Futsal pela Confederação Brasileira de Futsal (CBFS), passou a ser administrada de forma independente a partir de 2015, mantendo o modelo de franquias.
O torneio começou na temporada 1996, com o nome de "Liga Futsal", em parceria com empresas de material esportivo, patrocinadores gerais, clubes e televisão. No dia 11 de julho de 2014, o presidente da Confederação, Renan Pimentel, convocou proprietários de franquias e representantes credenciados para uma assembleia, na qual foi aprovada a fundação da Liga Nacional de Futsal — a liga independente de clubes que passou a administrar o campeonato.

## História

### Era dos clubes de camisa
A Liga começou com presença dos chamados "clubes de camisa", nomes fortes de tradição no futebol de campo. Atlético, Corinthians, Goiás, Internacional, Palmeiras, São Paulo e Vasco atraíram a atenção da mídia esportiva e do público geral para o torneio. Internacional em 1996, Atlético em 1997 e 1999 e Vasco em 2000 foram os que alcançaram títulos nos primeiros anos de disputa.

### Era gaúcha e catarinense
No começo do século XXI, Jaraguá e Carlos Barbosa dividiram o protagonismo na Liga, tendo a Ulbra como terceira força. De 2001 a 2010, os dois primeiros ficaram com o título em quatro ocasiões cada, em uma sequência interrompida apenas por dois títulos da Ulbra, em 2002 e 2003. O domínio foi tão expressivo que Jaraguá e Carlos Barbosa venceram o prêmio de Melhor Clube de Futsal do Mundo, sendo os catarinenses eleitos em 2008 e 2010 e os gaúchos em 2009.

### Era paulista
Com o encerramento do projeto do Jaraguá em parceria com a Malwee, o "centro" do futsal brasileiro se mudou para São Paulo. Em 2011, os grandes nomes da Liga, a exemplo de Falcão, se transferiram para o Santos e iniciaram a era paulista no esporte. Após o título santista, a Intelli viria a ser campeã em duas oportunidades e Sorocaba e Corinthians venceriam um título cada. A sequência de seis edições (entre 2011 e 2016) só seria "arranhada" em 2015, quando a Intelli ficou com o vice diante de Carlos Barbosa.

## Títulos

### Por clube
| Clube            | Campeão                           | Vice-campeão          | Terceiro lugar              |
| ---------------- | --------------------------------- | --------------------- | --------------------------- |
| Carlos Barbosa   | 5 (2001, 2004, 2006, 2009 e 2015) | 3 (1998, 2003 e 2011) | 3 (1997, 2012 e 2021)       |
| Jaraguá          | 5 (2005, 2007, 2008, 2010 e 2024) | 2 (2006 e 2009)       | 4 (2002, 2003, 2004 e 2014) |
| Ulbra            | 3 (1998, 2002 e 2003)             | 3 (2001, 2004 e 2008) | 2 (2000 e 2007)             |
| Sorocaba         | 2 (2014 e 2020)                   | 3 (2016, 2019 e 2021) | 1 (2023)                    |
| Intelli          | 2 (2012 e 2013)                   | 2 (2014 e 2015)       | 0                           |
| Corinthians      | 2 (2016 e 2022)                   | 1 (2020)              | 3 (2010, 2011 e 2015)       |
| Atlético Mineiro | 2 (1997 e 1999)                   | 1 (2000)              | 0                           |
| Pato             | 2 (2018 e 2019)                   | 0                     | 1 (2024)                    |
| Joinville        | 1 (2017)                          | 3 (2007, 2012 e 2023) | 4 (2006, 2013, 2019 e 2020) |
| Atlântico        | 1 (2023)                          | 3 (2005, 2018 e 2022) | 0                           |
| Cascavel         | 1 (2021)                          | 0                     | 1 (2022)                    |
| Santos           | 1 (2011)                          | 0                     | 0                           |
| Vasco da Gama    | 1 (2000)                          | 0                     | 0                           |
| Internacional    | 1 (1996)                          | 0                     | 0                           |
| Copagril         | 0                                 | 1 (2010)              | 2 (2016 e 2018)             |
| Praia            | 0                                 | 1 (2024)              | 0                           |
| Assoeva          | 0                                 | 1 (2017)              | 0                           |
| Concórdia        | 0                                 | 1 (2013)              | 0                           |
| Minas            | 0                                 | 1 (2002)              | 0                           |
| Miécimo da Silva | 0                                 | 1 (1999)              | 0                           |
| Banespa          | 0                                 | 1 (1997)              | 0                           |
| Vasco da Gama    | 0                                 | 1 (1996)              | 0                           |
| General Motors   | 0                                 | 0                     | 2 (1998 e 1999)             |
| Foz Cataratas    | 0                                 | 0                     | 1 (2017)                    |
| Florianópolis    | 0                                 | 0                     | 1 (2009)                    |
| Farroupilha      | 0                                 | 0                     | 1 (2008)                    |
| Horizontina      | 0                                 | 0                     | 1 (2005)                    |
| Flamengo         | 0                                 | 0                     | 1 (2001)                    |
| Goiás            | 0                                 | 0                     | 1 (1996)                    |

### Por federação
| Estado            | Campeão | Vice-campeão | Terceiro lugar |
| ----------------- | ------- | ------------ | -------------- |
| Rio Grande do Sul | 10      | 11           | 7              |
| São Paulo         | 7       | 7            | 6              |
| Santa Catarina    | 6       | 6            | 9              |
| Paraná            | 3       | 1            | 5              |
| Minas Gerais      | 2       | 3            | 0              |
| Rio de Janeiro    | 1       | 1            | 1              |
| Goiás             | 0       | 0            | 1              |

## Artilheiros

### Por edição

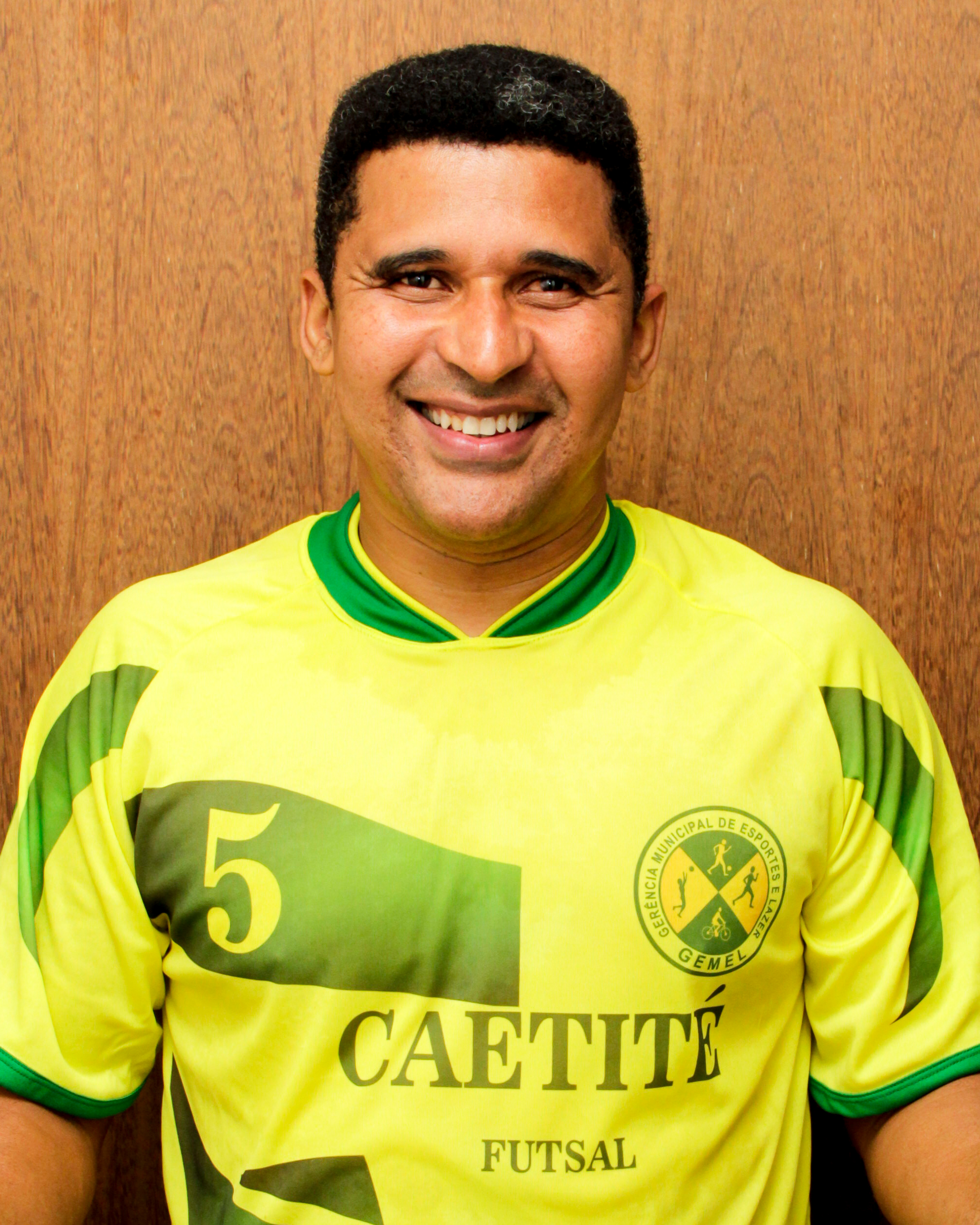
Manoel Tobias, artilheiro em 1999 e recordista de mais gols em uma edição: 52.

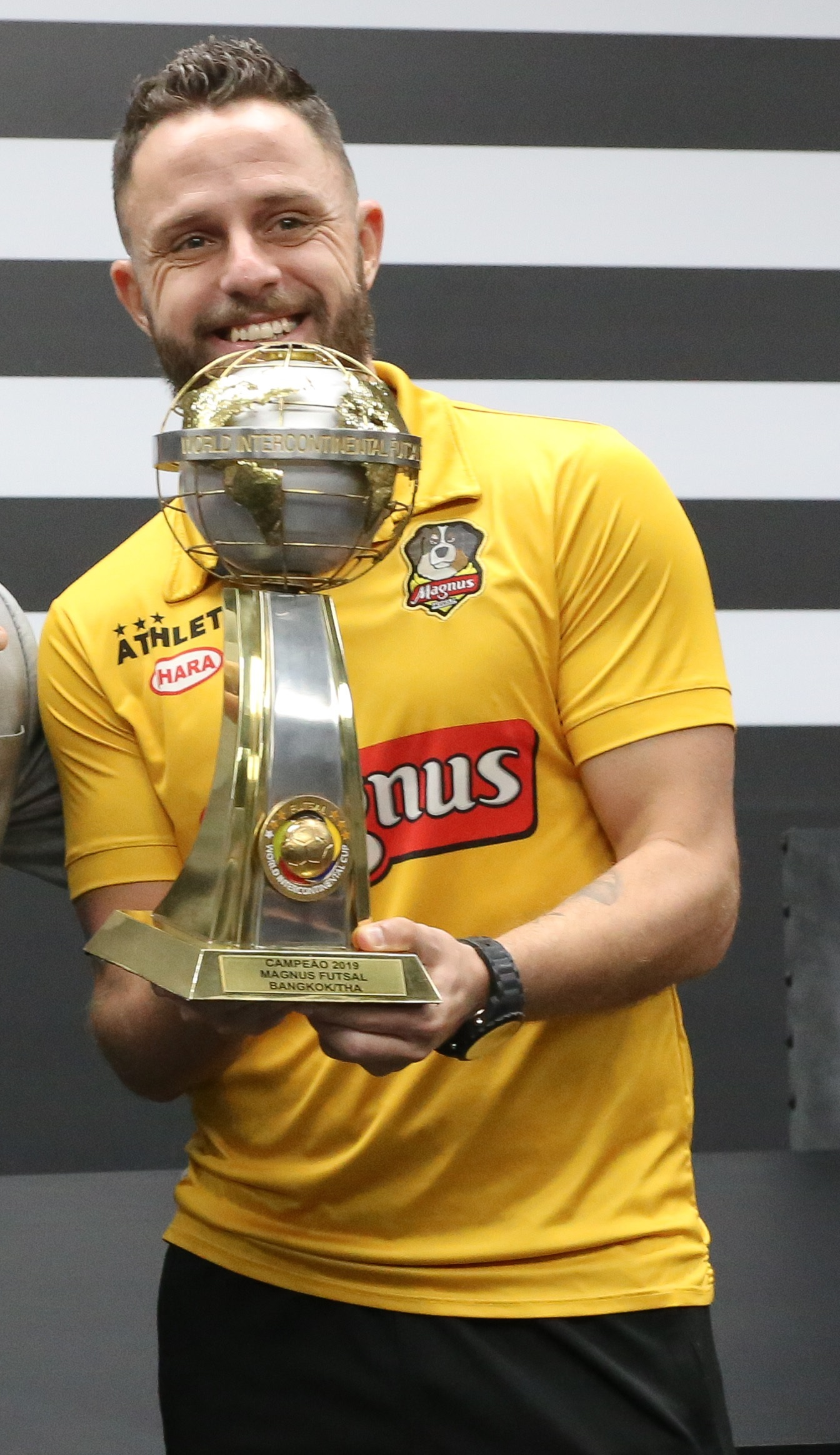
Rodrigo, artilheiro em 2012, 2016, 2019 e 2020.

| Ano  | Nome           | Clube                | Gols | Ref    |
| ---- | -------------- | -------------------- | ---- | ------ |
| 1996 | Ortiz          | Internacional        | 25   | [ 13 ] |
| 1997 | Vander Carioca | Atlético Mineiro     | 36   | [ 14 ] |
| 1997 | Lenísio        | ADC General Motors   | 36   | [ 14 ] |
| 1998 | Índio          | Ulbra                | 25   | [ 15 ] |
| 1999 | Manoel Tobias  | Atlético Mineiro     | 52   | [ 16 ] |
| 2000 | Lenísio        | Atlético Mineiro     | 50   | [ 17 ] |
| 2001 | Lenísio        | Ulbra                | 25   | [ 18 ] |
| 2002 | Lenísio        | Ulbra                | 31   | [ 19 ] |
| 2003 | Serjão         | Ulbra                | 25   | [ 20 ] |
| 2003 | Pablo          | Carlos Barbosa       | 25   | [ 21 ] |
| 2004 | Pablo          | Carlos Barbosa       | 27   | [ 22 ] |
| 2005 | Falcão         | Jaraguá              | 25   | [ 23 ] |
| 2006 | Marinho        | ADC Intelli/Orlândia | 25   | [ 24 ] |
| 2007 | William        | Jaraguá              | 31   | [ 25 ] |
| 2008 | Falcão         | Jaraguá              | 32   | [ 26 ] |
| 2009 | Lenísio        | Jaraguá              | 32   | [ 27 ] |
| 2009 | Falcão         | Jaraguá              | 32   | [ 28 ] |
| 2010 | Falcão         | Jaraguá              | 39   | [ 29 ] |
| 2011 | Falcão         | Santos               | 32   | [ 27 ] |
| 2012 | Rodrigo        | Carlos Barbosa       | 24   | [ 30 ] |
| 2013 | Vander Carioca | Joinville            | 22   | [ 31 ] |
| 2014 | Falcão         | Brasil Kirin         | 19   | [ 32 ] |
| 2015 | Dieguinho      | ADC Intelli/Orlândia | 30   | [ 33 ] |
| 2016 | Deives         | Corinthians          | 20   | [ 34 ] |
| 2016 | Rodrigo        | Magnus               | 20   | [ 34 ] |
| 2017 | Well           | ADC Intelli          | 15   | [ 35 ] |
| 2017 | Sinoê          | Marreco              | 15   | [ 36 ] |
| 2018 | Keké           | Atlântico            | 23   | [ 37 ] |
| 2019 | Rodrigo        | Magnus               | 18   | [ 38 ] |
| 2020 | Rodrigo        | Magnus               | 15   | [ 39 ] |
| 2021 | Roni           | Cascavel             | 19   |        |
| 2022 | Dieguinho      | Joinville            | 25   |        |
| 2023 | Richard        | Atlântico            | 30   |        |
| 2024 | Gilvan         | Praia                | 30   |        |

### Por atleta
| Atleta         | Artilharias | Anos                               |
| -------------- | ----------- | ---------------------------------- |
| Falcão         | 6           | 2005, 2008, 2009, 2010, 2011, 2014 |
| Lenísio        | 5           | 1997, 2000, 2001, 2002, 2009       |
| Rodrigo        | 4           | 2012, 2016, 2019, 2020             |
| Dieguinho      | 2           | 2015, 2022                         |
| Vander Carioca | 2           | 1997, 2013                         |
| Pablo          | 2           | 2003, 2004                         |
| Deives         | 2           | 2012, 2016                         |
| Ortiz          | 1           | 1996                               |
| Índio          | 1           | 1998                               |
| Manoel Tobias  | 1           | 1999                               |
| Serjão         | 1           | 2003                               |
| Marinho        | 1           | 2006                               |
| William        | 1           | 2007                               |
| Well           | 1           | 2017                               |
| Sinoê          | 1           | 2017                               |
| Keké           | 1           | 2018                               |
| Roni           | 1           | 2021                               |
| Richard        | 1           | 2023                               |
| Gilvan         | 1           | 2024                               |